# Acide pyroligneux
L'acide pyroligneux (pyro- : du latin pyre, chaleur, feu ; ligneux : du latin lignum, bois) est le nom donné aux condensats bruts produits lors de la pyrolyse du bois et plus particulièrement des feuillus. Il se compose de 80 à 90 % d'eau et de 10 à 20 % de composés organiques, dont notamment de l'acide acétique, du méthanol, de l'acétone, ainsi que des goudrons solubles et insolubles,. Il a été découvert en 1790 par Philippe Lebon lorsqu'il fit chauffer de la sciure de bois pour produire du gaz d'éclairage. Actuellement, il s'agit d'un coproduit de la production de charbon de bois.